# Michał Klinger
Michał Rafał Klinger (n. 1946, Leszno, voievodatul Polonia Mare, Polonia) este un teolog creștin ortodox și diplomat polonez, care a slujit între anii 1999-2003 ca ambasador al Poloniei în România, iar între anii 2006-2012 ca ambasador al țării sale în Grecia.

## Biografie
Klinger s-a născut la Leszno ca fiul cel mare, dintre cei trei copii al lui Jerzy Klinger , preot și teolog creștin ortodox originar din Kiev și ai Halinei Makowska. A studiat astronomia la Universitatea din Varșovia și apoi teologia ortodoxă la Academia Teologică Creștină din Varșovia.
În anii 1971-1978 Klinger a lucrat ca profesor de fizică la unul din liceele din Varșovia. Începând din anul 1978 a fost lector de Vechiul Testament la Academia Teologică Creștină. În anii 1980 a fost membru în Comitetul Cetățenilor, activând pentru includerea minorităților religioase și naționale în procesul de schimbări democratice din Polonia.
În anul 1990 a fost numit prim secretar al Ambasadei Poloniei la Praga, atașat cultural și științific și director al Institutului Polonez din Praga. În anii 1993-1996 a fost șeful secției politice și însărcinat cu afaceri al Ambasadei Poloniei la Bratislava. În 1996 a fost director al secției Europa de Sud-Est în cadrul Departamentului Europa al Ministerului de Externe al Poloniei. Klinger a întreprins misiuni diplomatice în mai multe țări, inclusiv în Bosnia și Albania, iar în 1998 a fost trimis special al ministrului de externe al Poloniei în Kosovo.
În anii 1999-2003 Klinger a fost ambasadorul Poloniei la București. Întors în patrie a condus grupul de lucru însărcinat cu relațiile cu Consiliul Europei în cadrul departamentului Uniunea Europeană al Ministerului de externe polon. În anul 2004 a candidat la primele alegeri pentru Parlamentul European din partea Uniunii Libertății. În 2006 a fost numit ambasador al Poloniei la Atena, funcție pe care a îndeplinit-o până în anul  2012.
Klinger este autorul a numeroase articole și a unei cărți monografice, Taina lui Cain (1981)
El a luat parte la simpozioane științifice in Polonia, Franța, Germania, Elveția, Belgia, Rusia, Israel și Georgia. A conferențiat la Universitatea din Varșovia, la Universitatea Jagiellonă din Cracovia, la Universitatea Catolică din Lublin, la Înalta Școală de Teatru din Varșovia, la Universitatea din Tübingen și in universități din Statele Unite. Klinger este unul din promotorii dialogului cu Biserica romano-catolică și bisericile greco-catolice și cu bisericile protestante, de asemenea unul din inițiatorii dialogului dintre creștini și evrei în Polonia.
În anii 2012-2013  a fost implicat, din partea Ministerului de externe polonez, în deschiderea unui dialog între bisericile poloneze și Rusia.
În 2021 Klinger a susținut disertația sa de doctorat la Institutul de Artă al Academiei Polone de Stiințe sub titlul „Desptre perspectiva și metoda noii hermeneutici biblice în conexiune cu antropologia culturii și artei”, scrisă sub îndrumarea lui Zbigniew Benedyktowicz și publicată în cartea „Străjerul portii. Eseuri de hermeneutica biblică” în 2019 .  

### Viața personală
Michał Klinger are trei fiice:Maria Magdalena Klinger-Olesiak, Klara Klinger-Kosmala și Rut Klinger-Woś
Bunicul său patern a fost filologul clasic, elenistul și etnologul Witold Wincenty Szymon Klinger, profesor la Universitatea din Kiev, și apoi la Universitatea din Poznań

## Cărți și articole
- 1981 - Tajemnica Kaina"(Taina lui Cain)

, próba umiejscowienia Kaina w tradycji mesjańskiej w związku z nowotestamentową rewolucją etyczną (O încercare de a-l plasa pa Cain in tradiția mesianică în legătură cu revoluția etică a Noului Testament)
- 1997 - Strażnik wrót. Próby z hermeneutyki teologicznej.O „Dekalogu” Kieślowskiego (Străjerul porții. Eseuri de hermeneutică teologică. Despre „Decalogul” lui Kieślowski
- 2004 -Wieczna pamięć - eschatologiczny wymiar pamięci (Veșnica pomenire - Dimensiunea eschatologică a memoriei)
- 1987 - Teatr a liturgia  (Teatrul și liturghia)
- 1988 - Símbolo en teología.Znaczenie analizy symboli religijnych Eliadego dla współczesnej teologii(Simbolul în teologie. Importanța analizei simbolurilor religioase ale lui Eliade pentru teologia comtemporană)
- 1990 -Kościół w dialogu ekumenicznym a dialog chrześcijańsko – żydowski (Biserica în dialogul ecumenic și dialogul creștin-iudaic)
- 1992 - cu Majella Franzmann - The Call Stories of John 1 and 21(Povestirile chemărilor lui Ioan 1 și Ioan 21)
- Sztuka a zło, (Arta și răul)
- Rola liturgii w prawosławiu (Rolul liturghiei în ortodoxie)
- 2014 -O cierpieniu ostatecznym na Gorze, Despre suferința finală pe Munte: Avraam, Moise, Iob, Mesia. Comentarii teologice și hermeneutice
- 2014 Ślady Pisma u Tadeusza Różewicza, (Urme ale Scripturii la Tadeusz Różewicz)
- Nieobecna obecność - o nowej funkcji znaku,
- 2016 - Drugie przyjście - problem upadku dziejów  (A doua venire - problema decăderii istoriei)
- 2016 - Biblijna definicja oraz tajemnica ojczyzny (Definiția biblică și taina patriei)
- 2017 - Ikona – tajemnica ciała (Icoana - taina trupului)
- 2018 -Włosy i łzy – tajemnica jawnogrzesznicy. Między Ewangelią a liturgią (na Wschodzie) (Păr și lacrimi - Taina păcătosului - Între Evanghelie și Liturghie (în Orient)
- 2019  Strażnik wrót. Próby hermeneutyki biblijnej (Străjerul porții.Eseuri de hermeneutica biblică)

## Premii și onoruri
- 2003 - I s-a decernat Ordinul Național „Pentru Merit” al României în grad de Mare Cruce[6]